# Trichogramma galloi
Trichogramma galloi är en stekelart som beskrevs av Zucchi 1988. Trichogramma galloi ingår i släktet Trichogramma och familjen hårstrimsteklar. Inga underarter finns listade i Catalogue of Life.